# Robert Knab
Robert Knab (Lebensdaten unbekannt) war ein deutscher Fußballschiedsrichter.

## Werdegang
Der aus Stuttgart stammende Knab gehörte insbesondere in den 1910er und 1920er Jahren zu den überregional eingesetzten Schiedsrichtern. Dabei leitete er im Rahmen der Endrunde um die Deutsche Meisterschaft 1912/13 das Finalspiel, als am 11. Mai 1913 auf dem Münchener MTV-Platz an der Marbachstraße der bereits zweimalige Meister VfB Leipzig auf den Duisburger SpV, dem der seinerzeitige DFB-Präsident Gottfried Hinze vorstand, traf. Die Mitteldeutschen holten durch einen 3:1-Erfolg vor knapp 5000 Zuschauern ihren dritten Titel. Auch nach dem Ersten Weltkrieg leitete Knab noch Endrundenspiele. Ebenso pfiff er Spiele von Auswahlmannschaften, dabei erhielt er auch einen Finaleinsatz. Beim Kronprinzenpokal 1913/14 stand er beim Aufeinandertreffen von Norddeutschland und Mitteldeutschland im Februar 1914 im Deutschen Stadion in Berlin auf dem Feld, Erstere holten mit einem 2:1-Erfolg den Titel. Beim Bundespokal 1919/20, dem Nachfolgewettbewerb, leitete er das Halbfinalspiel zwischen dem späteren Titelträger Westdeutschland und Norddeutschland (3:2-Erfolg im Kölner Weidenpescher Park).